# Paul Ince
Paul Emerson Carlyle Ince (* 21. října 1967, Ilford-Londýn, Spojené království) je bývalý anglický fotbalista, který hrál na pozici záložníka mimo jiné za West Ham United FC, Manchester United FC, FC Inter Milán anebo Liverpool. Za anglickou reprezentaci nastoupil ve více než 50 utkáních.
V roce 1993 nastoupil k reprezentačnímu zápasu s kapitánskou páskou, čímž se stal prvním anglickým kapitánem tmavé pleti.
Také je jediným fotbalistou, který byl kapitánem v Manchesteru United a později v Liverpoolu, jejichž vzájemné zápasy provází rivalita.
Jeho syn Tom Ince je rovněž fotbalistou.

## Klubová kariéra

### West Ham United
Ince je odchovancem londýnského West Ham United FC, profesionální smlouvu podepsal roku 1985. V ročníku 1986/87 nahlédl do základní sestavy, a to celkem v deseti zápasech. Debutoval ve vítězném (4:0) zápase s Newcastle United FC v listopadu 1986.
První branky za West Ham se dočkal v domácím prosincovém zápase proti Southamptonu, které skončilo výhrou Kladivářů 3:1.
Následující dvě sezony už hrál pravidelně v základní sestavě, tu první hrál zásadní roli v záchraně a konečném 16. místě, kdy se West Ham vyhnul sestupu. Během březnového venkovního zápasu na Aston Ville dal jediný gól utkání z takřka 40 metrů.
V ročníku 1988/89 už však pádu do druhé ligy nezabránil. Byl zvolen nejlepším hráčem týmu. Jeho výkony si vysloužily pozornost větších klubů, konkrétně pak Manchesteru United. Zprávy o jeho přestupu k United se objevily ještě před samotným přestupem, novináři jej navíc vyfotili v dresu United, což mnozí příznivci West Hamu špatně snášeli.
Manažer Lou Macari poté Inceho do United prodal za částku 1 milion liber.

### Manchester United
Ince se ujal pozice ve středu pole a ve své první sezóně (1989/90) s United vyhrál FA Cup. Finálovým soupeřem bylo Crystal Palace FC, které s United 12. května uhrálo remízu 3:3. Finále se tudíž opakovalo 17. května opět s Incem v sestavě. Ten byl po výhře 1:0 zvolen mužem utkání.
V sezoně 1990/91 s týmem uspěl v Poháru vítězů pohárů (PVP) proti Barceloně, kde vytvořil záložní středovou dvojici s Bryanem Robsonem.
V sezoně 1991/92 pomohl k triumfu v Ligovém poháru proti Nottinghamu Forest.
Na mistrovský titul v anglické lize si počkal do své 4. sezóny (1992/93), kdy se liga nově přejmenovala na Premier League. Jeho výkony byly oceněny anglickou odborovou organizací PFA (Professional Footballers' Association – Svaz profesionálních fotbalistů), která Inceho zvolila druhým nejlepším fotbalistou sezony za Paulem McGrathem z Aston Villy.

V následující sezoně (1993/94) byl u titulu číslo dvě, United získali též další FA Cup. Partnerem ve středu pole mu byl Roy Keane, který byl rovněž hráčem známým svou tvrdou hrou.
Inceho ligové statistiky dosáhly 8 branek a 10 brankových asistencí.
Inceho šestou sezonu v klubu (1994/95) se United pokusili o třetí titul v řadě, o ten je ale nakonec připravil Blackburn Rovers.
Ince začal dobře, v říjnu 1994 byl zvolený hráčem měsíce.
Závěrečná remíza United na stadionu West Hamu, během kterého bylo slyšet od příznivců Kladivářů pokřiku „Jidáš“, ale přisoudila titul soupeři.
Neúspěšné bylo také finále FA Cupu proti Evertonu.
Inceho chladné vztahy s trenérem Alexem Fergusonem přispěli k jeho prodeji do italského Interu Milán za sedm milionů liber. Jeho náhradou se stala posila United, mladík Nicky Butt.

### Inter Milán
Inceho působení v Interu Milán trvalo 2 sezony, během které nastoupil 73 soutěžním zápasům a dal 13 gólů. V italském prostředí se setkal s rasistickými projevy, na druhou stranu se stal oblíbencem fanoušků z Curva Nord a také prezidenta klubu Massima Morattiho.
V první sezoně skončil tým na 7. místě, tu druhou se Inter umístil čtvrtý, i díky anglickému trenérovi Royi Hodgsonovi, který na Ince hodně spoléhal.
Ten ale nedokázal zabránit finálové porážce se Schalke v rámci Poháru UEFA. Prezident Moratti měl o anglického záložníka zájem a nabídl mu prodloužení smlouvy na další 2 roky, Ince se však chtěl vrátit do Anglie.

### Liverpool
Inceho letní přestup vyšel celek z města Liverpool vedený koučem Royem Evansem na 4,2 milionu liber.
Tímto krokem se Ince velmi pohoršil u fanoušků Manchesteru United, jenž je velký rival Liverpoolu.
Ince zde strávil 2 sezony, ale nezískal žádnou trofej. Mladý tým okolo hráčů jako Michael Owen, Robbie Fowler, Steve McManaman, Jamie Redknapp, Jason McAteer se v první Inceho sezoně 1997/98 dobral třetího místa za vedoucím duem Arsenal a Manchester United FC, ale zajistil si alespoň účast v Poháru UEFA.
Mladý tým okolo Paula Inceho a Michaela Owena nedokázal uspět ani další sezonu 1998/99 a média mladou partu nadějných hráčů pro jejich chování začala zvát „Spice Boys“ jako paralela k v té době populární dívčí hudební skupině Spice Girls.
Tuto sezonu Ince v Premier League nastřádal 34 startů a 8 gólů. Ve 28. ligovém utkání proti Manchesteru United začátkem března 1999 prohrával Liverpool doma 30 minut před koncem 0:2.
Branka Redknappa snížila na 1:2 a v 89. minutě se po zmatku ve vápně soupeře prosadil Paul Ince, který srovnal na konečných 2:2 a gól následně mohutně oslavil.
Cesta United za titulem se tímto zkomplikovala, Ferguson ale nakonec s týmem získal treble (výhru v lize, domácím poháru a Lize mistrů). Liverpool nakonec skončil až sedmý v tabulce a další sezonu ho evropské poháry nečekaly. Trenér Gérard Houllier už dále s Incem nepočítal a 31letý Ince si to přes zájem Fulhamu zamířil do Middlesbrough za částku 1 milion eur.

### Middlesbrough
Ince za tým z hrabství North Yorkshire odehrál tři sezóny, ve všech třech byl stálicí základní jedenáctky. Tým kolem Inceho zůstával ve středu tabulky Premier League a během jeho působení získal 12., 14. a znovu 12. místo.

### Wolverhampton Wanderers
Wolverhampton Wanderers FC angažoval Inceho pro sezonu 2002/03, ve které v baráži vybojoval postup do Premier League. V sezoně 2003/04 ale Ince svými výkony nezabránil sestupu zpět o soutěž níže. Zbylé dvě sezony v klubu skončil Wolverhampton devátý a sedmý, tedy v horní půlce tabulky a těsně za barážovými pozicemi.

## Reprezentační kariéra
Trenér Graham Taylor poprvé povolal Inceho v září 1992 pro přátelské utkání na půdě Španělska, které Anglie prohrála poměrem 0:1.
Následně se účastnil neúspěšné kvalifikace na MS 1994, během níž přispěl dvěma brankami k výhře nad San Marinem. Anglie ale v konkurenci Norska a Nizozemska na šampionát neprošla.

### EURO 1996
Anglie se dokázala kvalifikovat na EURO 1996, kam trenér Terry Venables vzal také Inceho. Ten nastoupil v základní sestavě proti Švýcarsku a asistoval brance Alana Shearera, zápas skončil 1:1.
Ve druhém zápase se Skotskem dostal Ince žlutou kartu, ale výkonem pomohl k výhře 2:0.
Ve třetím skupinovém zápase proti Nizozemsku přispěl k výhře 4:1. Po faulu na Inceho se k penaltě postavil Shearer a otevřel skóre zápasu. Ve 43. minutě ale dostal druhou žlutou kartu na šampionátu, přišel tak o čtvrtfinále se Španělskem, během kterého ho nahradil David Platt.
Anglie po penaltách přešla přes Španělsko a v semifinále ji čekalo Německo. Ince jej odehrál celé, tedy 120 minut, neboť zápas skončil v základní hrací době 1:1 a prodloužení nerozhodlo. Jeho útočné výpady úspěšně potíral německý obránce Matthias Sammer.
Poté co neproměnil Angličan Gareth Southgate, postoupilo Německo.

### MS 1998
Trenér Glenn Hoddle na Inceho během kvalifikačních bojů spoléhal, Anglie měla ve skupině konkurenci v podobě Itálie a Polska. Jednou gólovou asistencí Shearerovi pomohl k výhře 2:0 na půdě Polska,
jeho obětavý výkon v posledním venkovním zápase v Římě zajistil postupovou remízu 0:0.
Zde Ince národní tým vedl jako kapitán, dokonce se musel nechat ošetřit krvavou ránu ze souboje.
Na mistrovství světa ve Francii byl mezi nominovanými a nastoupil do úvodního utkání. Proti Tunisku asistoval v 89. minutě Paulu Scholesovi, který pojistil výhru na 2:0.
Druhý zápas proti Rumunsku začal od první minuty, ale ve 32. minutě jej vystřídal David Beckham. Angličané soupeři podlehli 1:2.
V závěrečném utkání s Kolumbií byl znovu v základní sestavě a Anglie vyhrála 2:0. Osmifinále nabídlo klání mezi Anglií a Argentinou. Ince dostal žlutou kartu už v 10. minutě, to už byla ale Argentina ve vedení 1:0 po proměněné penaltě Batistuty. Ačkoli soupeř nedostal gól osm zápasů, Anglie během první půle otočila na 2:1 díky brankám Shearera (z penalty) a Owena. Zanettiho gól znamenal prodloužení, po kterém následovaly penalty. Na rozdíl od Eura 96 se Ince k penaltě postavil, ale nevyužil zaváhání Hernána Crespa a svou penaltu rovněž neproměnil. Později v klíčovém okamžiku selhal David Batty a Anglie podobně jako na ME 1996 a MS 1990 vypadla smolně na penalty.

### Reprezentační góly
Góly Paula Inceho za reprezentační A-mužstvo Anglie
| Gól | Datum        | Stadion                | Soupeř     | Skóre (min.) | Výsledek | Soutěž                 |
| --- | ------------ | ---------------------- | ---------- | ------------ | -------- | ---------------------- |
| 010 | 17. 11. 1993 | Serravalle, San Marino | San Marino | 01:1 0(22.)  | 1:7      | kvalifikace na MS 1994 |
| 020 | 17. 11. 1993 | Serravalle, San Marino | San Marino | 01:5 0(63.)  | 1:7      | kvalifikace na MS 1994 |

## Trenérská kariéra
Jako první tým vedl Macclesfield. Od roku 2007 do roku 2008 trénoval Milton Keynes Dons, přičemž tým dovedl k návratu do League One (třetí nejvyšší soutěž v Anglii).
V červnu 2008 byl angažován jako trenér Blackburnu Rovers, stal se tak prvním anglickým trenérem tmavé pleti v Premier League. Podepsal smlouvu na tři roky. Premier League Blackburnu udělila výjimku, protože Ince nebyl schopen obdržet trenérskou licensi UEFA a ponechala mu čas 2 roky na její získání.

## Úspěchy
Zdroj:
Manchester United FC
- Premier League
  - 1. místo: 1992/93, 1993/94
- FA Cup
  - 1. místo: 1989/90, 1993/94
- EFL Cup (Ligový pohár)
  - 1. místo: 1991/92
- Community Shield
  - 1. místo: 1990, 1993, 1994
- Pohár vítězů pohárů (PVP)
  - 1. místo: 1990/91
- Superpohár UEFA
  - 1. místo: 1991